# Nuri al-Said
Nuri Pasha al-Said (Bagdad, 1888 – Bagdad, 15 de julio de 1958) (en árabe: نوري السعيد) fue un político de Irak durante la primera mitad del siglo XX, que dirigió el gobierno de su país en numerosas ocasiones durante la época del Mandato Británico de Mesopotamia y luego bajo el régimen de la monarquía hachemita.

## Carrera militar
Nacido en Bagdad, en una familia de funcionarios medios del Imperio Otomano, al-Said fue destinado a una carrera militar para tal fin fue enviado a estudiar en Estambul en 1906, entrando en 1911 a la academia militar. Ya graduado como oficial del ejército otomano, combatió en la Primera Guerra Mundial pero durante la contienda se adhirió a la causa del nacionalismo árabe y pronto desertó de las filas otomanas para unirse a la Revuelta Árabe contra la dominación turca.
Nuri al-Said se convirtió así en un hombre de confianza del emir Faysal ibn Hussein, quien fue proclamado rey de Siria en 1918 pero que fuera depuesto en 1920 por presión de Francia. Inmediatamente después Faysal fue proclamado rey de Irak por el gobierno de Gran Bretaña en 1921, lo cual tornaba al propio al-Said en uno de los más influyentes líderes políticos de Irak, al punto de ser designado jefe supremo de las fuerzas armadas en 1924.

## Ascenso al poder
Nuri al-Said apoyó decididamente las políticas del rey Faysal, pero cuidó de formar un sistema de alianzas con partidarios suyos a quienes colocó en puestos altos de la administración pública iraquí. En 1929 el rey Faysal designó a al-Said como primer ministro y efectivamente éste ocupó el cargo llenando las filas de la administración con partidarios suyos.
Precisamente en este nuevo cargo al-Said celebró el Tratado Anglo-Iraquí de 1930, el cual otorgaba a Gran Bretaña el derecho de instalar bases militares en Irak por tiempo indefinido así como el derecho a movilizar tropas del Imperio Británico por todo el país a su entera discreción. Si bien este tratado logró que Gran Bretaña renunciara al mandato ante la Sociedad de Naciones en 1932, el acuerdo daba grandes ventajas políticas y militares al gobierno británico, así como mantenía la influencia británica sobre la política iraquí, sin que Irak obtuviera algo a cambio.
El Tratado de 1930 fue un factor clave en la impopularidad de al-Said, siendo que otros políticos iraquíes tachaban su política como alineada con los intereses británicos en Medio Oriente en detrimento de la soberanía de Irak. Para evitar que la hostilidad al tratado se tornara contra la monarquía, el rey Faysal I destituyó a al-Said en octubre de 1932. La muerte del rey Faysal en septiembre de 1933 y su sucesión por su hijo Ghazi, príncipe de tendencias nacionalistas, aumentó el alejamiento de Nuir al-Said del poder.

## Pugnas políticas
Desde esa fecha Nuir al-Said luchó por volver al gobierno, apoyado por la burocracia que bajo su mando había alcanzado altos puestos en la administración. El rey Ghazi I accedió a designarlo ministro de asuntos exteriores, pero fue depuesto por una revuelta del general Bakr Sidqi en 1936, tras la cual al-Said se exilió en la embajada británica en Bagdad y luego en Egipto. Volvió a Irak en octubre de 1938 e intrigó para retornar al cargo de primer ministro, lo cual logró dos meses después. Cuando el rey Ghazi murió en un accidente de automóvil el 4 de abril de 1939, Nuri al-Said logró ser confirmado como primer ministro por el príncipe 'Abd al-Ilah, hermano de Ghazi y que actuaba como regente del reino en tanto el heredero de la corona, el rey niño Faysal II tenías apenas cinco años de edad.
Al estallar la Segunda Guerra Mundial en septiembre de 1939, al-Said rompió relaciones con Alemania y a partir de junio de 1940 con Italia, pero se negó a emplear tropas iraquíes fuera del país en operaciones bélicas junto al Imperio Británico. Brevemente derrocado por el nacionalista proalemán Rashid Ali en marzo de 1941, al-Said volvió al gobierno tras el triunfo británico en la Guerra Anglo-Iraquí.
A partir de esa fecha al-Said radicalizó sus políticas probritánicas, alcanzado con Gran Bretaña un nuevo tratado en enero de 1948 permitiendo el aumento de las bases militares británicas aunque ya no había justificación política para ello. El favorecimiento a los intereses británicos, junto con un régimen represivo y autoritario, aumentaron la impopularidad de Nuri al-Said hasta niveles alarmantes entre las fuerzas armadas y la naciente clase media a inicios de la década de 1950.

## Desprestigio y asesinato
En 1953 el príncipe 'Abd al-Ilah abandonó la regencia al ser proclamado rey Faysal II, ya mayor de edad, pero esto no redujo el poder político de al-Said. Cuando en octubre de 1956 estalló la Crisis de Suez entre Egipto y Gran Bretaña, Nuri al-Said logró que Irak se alineara con la alianza francobritánica en la Guerra del Sinaí, lo cual hizo su régimen más impopular todavía, perdiendo al-Said sus últimos aliados en las fuerzas armadas.
Ante el grave deterioro de la situación política, un grupo de altos oficiales del ejército lanzaron un violento golpe de Estado contra la monarquía el 14 de julio de 1958, matando ese mismo día al rey Faysal y al príncipe 'Abd al-Ilah y proclamando una república liderada por el general Abdul Karim Qassim.
Al día siguiente, el 15 de julio, Nuri al-Said trató de huir de Irak vistiendo ropas femeninas pero fue descubierto por los golpistas. Arrestado, al-Said fue asesinado casi de inmediato por sus captores el mismo 15 de julio, pero horas después su cadáver fue robado por las masas de Bagdad, que lo arrastraron por las calles, hasta quemarlo y mutilarlo.

## Distinciones honoríficas
- Caballero Gran cruz de la Orden Imperial del Yugo y las Flechas (Estado español, 01/04/1952).[1]
- Miembro Honorario de la Orden de los Compañeros de Honor (Reino Unido, 16/07/1956).